# Дочь графа Понтьё
«Дочь графа Понтьё» (фр. La Fille du Comte de Pontieu) — анонимный французский рыцарский роман начала XIII века, первый прозаический роман.

## Сюжет
Во время паломничества в Сантьяго-де-Компостела на героиню повести и её мужа Тибо нападают разбойники и насилуют молодую женщину. Затем они бросают свои жертвы посреди дороги. И тут героиня, вместо того, чтобы снять путы с Тибо, делает попытку его убить, так как не может вынести позора мужа. Ей, однако, это не удается, и отец с мужем бросают её в бочке в море, на волю волн. Спасенная фламандскими моряками, она попадает к Альмерийскому султану и становится его женой. Граф Понтьё и Тибо, в свою очередь, попадают в плен к сарацинам, но героиня спасает их и бежит вместе с ними во Францию.